# Santiago Guzmán
Santiago León Guzmán Cravi (Montevideo, 8 marzo 2004) è un calciatore uruguaiano, attaccante del Montevideo Wanderers.

## Carriera
Guzmán è cresciuto nel settore giovanile del Montevideo Wanderers, con cui ha firmato il primo contratto professionistico il 14 febbraio 2024. Ha debuttato in prima squadra l'11 marzo seguente nell'incontro di Primera División pareggiato 0-0 contro il Dep. Maldonado.

## Statistiche

### Presenze e reti nei club
Statistiche aggiornate al 5 maggio 2024.
| Stagione        | Squadra              | Campionato      | Campionato | Campionato | Coppe nazionali | Coppe nazionali | Coppe nazionali | Coppe continentali | Coppe continentali | Coppe continentali | Altre coppe | Altre coppe | Altre coppe | Totale | Totale | Totale |
| Stagione        | Squadra              | Comp            | Pres       | Reti       | Comp            | Pres            | Reti            | Comp               | Pres               | Reti               | Comp        | Pres        | Reti        | Pres   | Reti   |        |
| --------------- | -------------------- | --------------- | ---------- | ---------- | --------------- | --------------- | --------------- | ------------------ | ------------------ | ------------------ | ----------- | ----------- | ----------- | ------ | ------ | ------ |
| 2024            | Montevideo Wanderers | PD              | 16         | 0          | CU              | 0               | 0               | CS                 | 0                  | 0                  |             | -           | -           | 16     | 0      |        |
| Totale carriera | Totale carriera      | Totale carriera | 16         | 0          |                 | 0               | 0               |                    | 0                  | 0                  |             | -           | -           | 16     | 0      |        |